# Kasztel w Betlanovcach

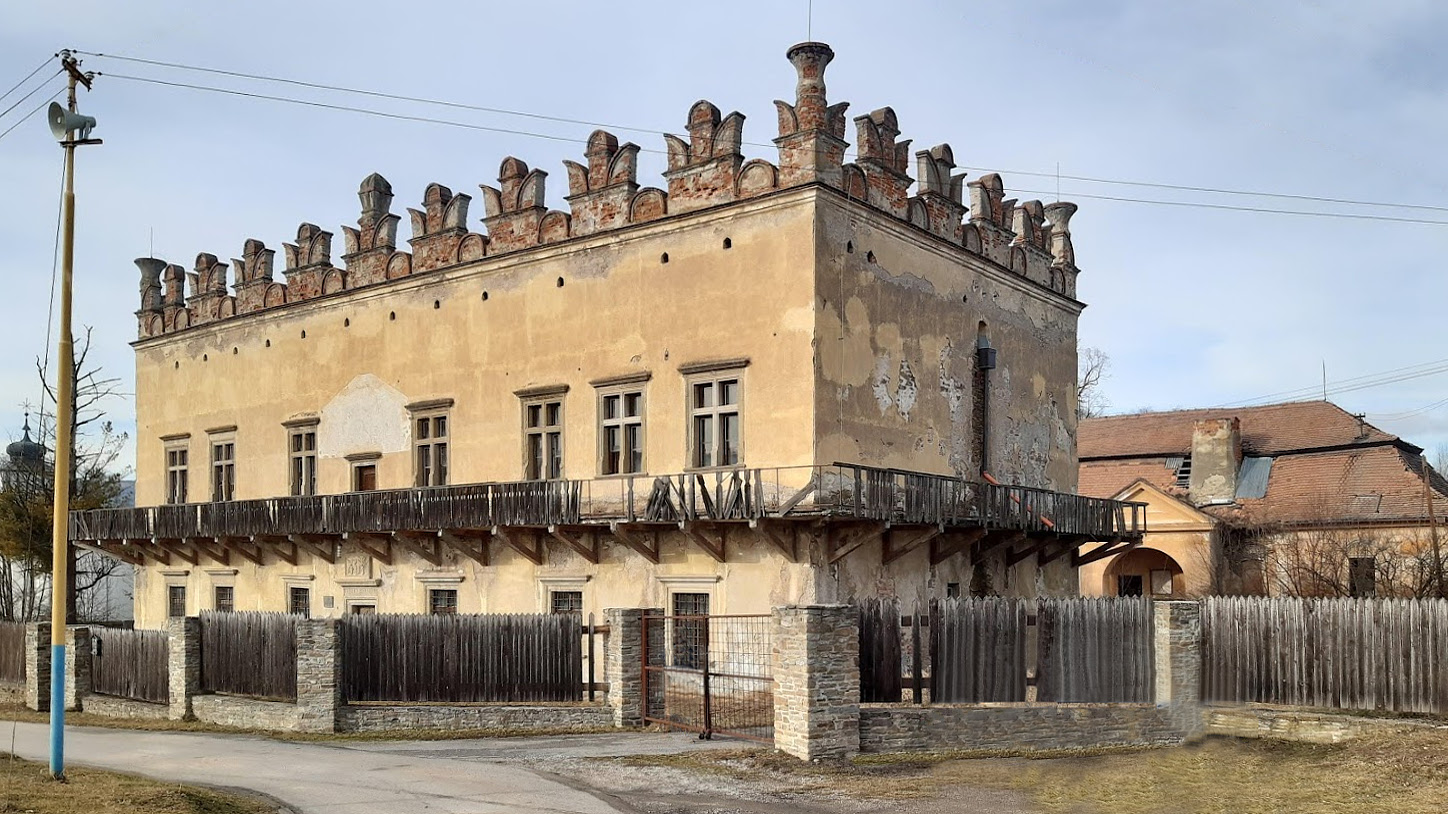
Kasztel w Betlanovcach

Kasztel w Betlanowcach (słow. Kaštieľ v Betlanovciach) – dwór mieszkalny we wsi Betlanovce (powiat Nowa Wieś Spiska) na Spiszu na Słowacji.
Renesansowy dwór (kasztel) w Betlanowcach został wzniesiony w latach 1564–1568 dla lewockiego mieszczanina i przedsiębiorcy, Piotra Feigela i jego żony Heleny Bobstovej-Bethlenfalva (tj. „z Betlanowiec”), jak to wskazuje podwójny herb na ścianie frontowej. Nie wyposażony w fortyfikacje ani w narożne wieże (alkierze), był już pozbawiony funkcji obronnych. Jest pierwszym przykładem na ówczesnych Górnych Węgrzech rezydencji, nawiązującej do wchodzących wówczas w modę letnich pawilonów w typie belwederu.
Dwór jest budowlą dwukondygnacyjną, dwutraktową, wzniesioną na rzucie zbliżonym do kwadratu. Zachował pierwotną attykę w typie spiskim, drewniany ganek obiegający budowlę na wysokości pierwszego piętra oraz dekorację sgraffitową na południowej fasadzie z datowaniem 1564 r. Dyspozycja wnętrza, z centralną salą na parterze, typowa dla rezydencji szlachty i bogatych mieszczan w XVI w. Nieznacznie przebudowany w XVII w., kasztel był gruntownie restaurowany w latach 1955–1960.